# Centrum (šachy)
|   | a                                                                         | b                                                                         | c                                                                         | d                                                                         | e                                                                         | f                                                                         | g                                                                         | h                                                                         |   |
| 8 | d5 černý kroužek · e5 černý kroužek · d4 černý kroužek · e4 černý kroužek | d5 černý kroužek · e5 černý kroužek · d4 černý kroužek · e4 černý kroužek | d5 černý kroužek · e5 černý kroužek · d4 černý kroužek · e4 černý kroužek | d5 černý kroužek · e5 černý kroužek · d4 černý kroužek · e4 černý kroužek | d5 černý kroužek · e5 černý kroužek · d4 černý kroužek · e4 černý kroužek | d5 černý kroužek · e5 černý kroužek · d4 černý kroužek · e4 černý kroužek | d5 černý kroužek · e5 černý kroužek · d4 černý kroužek · e4 černý kroužek | d5 černý kroužek · e5 černý kroužek · d4 černý kroužek · e4 černý kroužek | 8 |
| 7 | d5 černý kroužek · e5 černý kroužek · d4 černý kroužek · e4 černý kroužek | d5 černý kroužek · e5 černý kroužek · d4 černý kroužek · e4 černý kroužek | d5 černý kroužek · e5 černý kroužek · d4 černý kroužek · e4 černý kroužek | d5 černý kroužek · e5 černý kroužek · d4 černý kroužek · e4 černý kroužek | d5 černý kroužek · e5 černý kroužek · d4 černý kroužek · e4 černý kroužek | d5 černý kroužek · e5 černý kroužek · d4 černý kroužek · e4 černý kroužek | d5 černý kroužek · e5 černý kroužek · d4 černý kroužek · e4 černý kroužek | d5 černý kroužek · e5 černý kroužek · d4 černý kroužek · e4 černý kroužek | 7 |
| 6 | d5 černý kroužek · e5 černý kroužek · d4 černý kroužek · e4 černý kroužek | d5 černý kroužek · e5 černý kroužek · d4 černý kroužek · e4 černý kroužek | d5 černý kroužek · e5 černý kroužek · d4 černý kroužek · e4 černý kroužek | d5 černý kroužek · e5 černý kroužek · d4 černý kroužek · e4 černý kroužek | d5 černý kroužek · e5 černý kroužek · d4 černý kroužek · e4 černý kroužek | d5 černý kroužek · e5 černý kroužek · d4 černý kroužek · e4 černý kroužek | d5 černý kroužek · e5 černý kroužek · d4 černý kroužek · e4 černý kroužek | d5 černý kroužek · e5 černý kroužek · d4 černý kroužek · e4 černý kroužek | 6 |
| 5 | d5 černý kroužek · e5 černý kroužek · d4 černý kroužek · e4 černý kroužek | d5 černý kroužek · e5 černý kroužek · d4 černý kroužek · e4 černý kroužek | d5 černý kroužek · e5 černý kroužek · d4 černý kroužek · e4 černý kroužek | d5 černý kroužek · e5 černý kroužek · d4 černý kroužek · e4 černý kroužek | d5 černý kroužek · e5 černý kroužek · d4 černý kroužek · e4 černý kroužek | d5 černý kroužek · e5 černý kroužek · d4 černý kroužek · e4 černý kroužek | d5 černý kroužek · e5 černý kroužek · d4 černý kroužek · e4 černý kroužek | d5 černý kroužek · e5 černý kroužek · d4 černý kroužek · e4 černý kroužek | 5 |
| 4 | d5 černý kroužek · e5 černý kroužek · d4 černý kroužek · e4 černý kroužek | d5 černý kroužek · e5 černý kroužek · d4 černý kroužek · e4 černý kroužek | d5 černý kroužek · e5 černý kroužek · d4 černý kroužek · e4 černý kroužek | d5 černý kroužek · e5 černý kroužek · d4 černý kroužek · e4 černý kroužek | d5 černý kroužek · e5 černý kroužek · d4 černý kroužek · e4 černý kroužek | d5 černý kroužek · e5 černý kroužek · d4 černý kroužek · e4 černý kroužek | d5 černý kroužek · e5 černý kroužek · d4 černý kroužek · e4 černý kroužek | d5 černý kroužek · e5 černý kroužek · d4 černý kroužek · e4 černý kroužek | 4 |
| 3 | d5 černý kroužek · e5 černý kroužek · d4 černý kroužek · e4 černý kroužek | d5 černý kroužek · e5 černý kroužek · d4 černý kroužek · e4 černý kroužek | d5 černý kroužek · e5 černý kroužek · d4 černý kroužek · e4 černý kroužek | d5 černý kroužek · e5 černý kroužek · d4 černý kroužek · e4 černý kroužek | d5 černý kroužek · e5 černý kroužek · d4 černý kroužek · e4 černý kroužek | d5 černý kroužek · e5 černý kroužek · d4 černý kroužek · e4 černý kroužek | d5 černý kroužek · e5 černý kroužek · d4 černý kroužek · e4 černý kroužek | d5 černý kroužek · e5 černý kroužek · d4 černý kroužek · e4 černý kroužek | 3 |
| 2 | d5 černý kroužek · e5 černý kroužek · d4 černý kroužek · e4 černý kroužek | d5 černý kroužek · e5 černý kroužek · d4 černý kroužek · e4 černý kroužek | d5 černý kroužek · e5 černý kroužek · d4 černý kroužek · e4 černý kroužek | d5 černý kroužek · e5 černý kroužek · d4 černý kroužek · e4 černý kroužek | d5 černý kroužek · e5 černý kroužek · d4 černý kroužek · e4 černý kroužek | d5 černý kroužek · e5 černý kroužek · d4 černý kroužek · e4 černý kroužek | d5 černý kroužek · e5 černý kroužek · d4 černý kroužek · e4 černý kroužek | d5 černý kroužek · e5 černý kroužek · d4 černý kroužek · e4 černý kroužek | 2 |
| 1 | d5 černý kroužek · e5 černý kroužek · d4 černý kroužek · e4 černý kroužek | d5 černý kroužek · e5 černý kroužek · d4 černý kroužek · e4 černý kroužek | d5 černý kroužek · e5 černý kroužek · d4 černý kroužek · e4 černý kroužek | d5 černý kroužek · e5 černý kroužek · d4 černý kroužek · e4 černý kroužek | d5 černý kroužek · e5 černý kroužek · d4 černý kroužek · e4 černý kroužek | d5 černý kroužek · e5 černý kroužek · d4 černý kroužek · e4 černý kroužek | d5 černý kroužek · e5 černý kroužek · d4 černý kroužek · e4 černý kroužek | d5 černý kroužek · e5 černý kroužek · d4 černý kroužek · e4 černý kroužek | 1 |
|   | a                                                                         | b                                                                         | c                                                                         | d                                                                         | e                                                                         | f                                                                         | g                                                                         | h                                                                         |   |

Centrum, někdy taky střed, se obvykle v šachu rozumí pole d4, d5, e4 a e5; někdy se tyto pole nazývají malé centrum a všechny pole sousedící s těmito poli jsou velké centrum.
Centrum má oproti ostatním polím šachovnice výsadní postavení, velká část figur (především dáma a jezdec) pokud je zde umístěná vyvíjí větší tlak než na jiných polích, především proto, že na základě geometrických zákonitostí ovládají víc polí. Rovněž je z centra všude stejně daleko. 
Obecně platí že boj o centrum je jedním z hlavních úkolů obou stran v zahájení. 
Velkou změnu v boji o centrum přinesl hypermodernismus.